# Сардинский язык

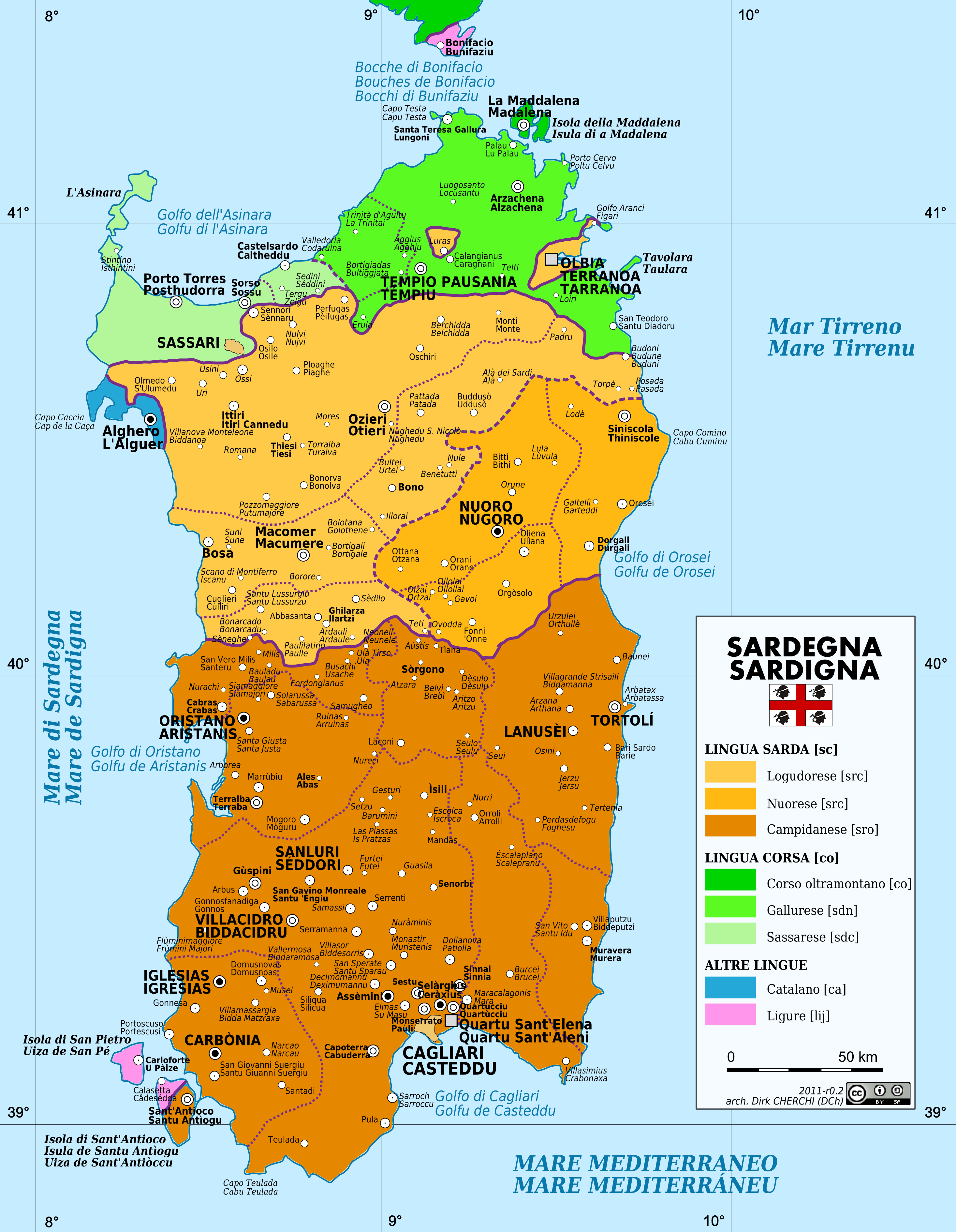
Распространение сардинского и других языков о. Сардиния

Сарди́нский язы́к (редко са́рдский, сард. limba sarda, камп. lingua sarda) — язык романской группы индоевропейской семьи, на котором говорит население острова Сардиния (Италия), за исключением крайней северной оконечности, где распространён корсиканский диалект итальянского языка, и нескольких городов западного побережья, где живут носители каталанского и лигурийского языков.

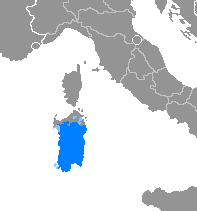

## Лингвогеография

### Ареал и численность
В 2006 году из 1 600 000 жителей острова 83 % понимали сардинский, 52 % могли говорить на нём, но лишь для 26 % он являлся родным. Носителей сардинского больше в центре и на юге острова. Чаще всего это пожилые люди, представители менее образованных слоёв общества. Активно усваиваться детьми сардинский перестал с 1970-х годов.

### Статус

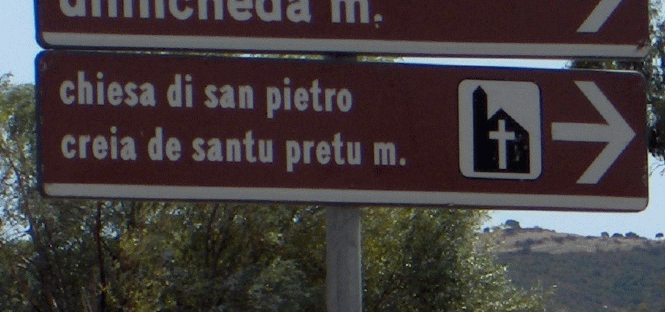
Двуязычный указатель на итальянском и сардинском языках

Имеет статус регионального языка Европейского союза. Количество носителей — около 0,85 млн.
Общее количество носителей (включая сассарский и галлурский диалекты) оценивается в 1 200 000 человек.
Согласно имеющимся оценкам, 68,4 % жителей островов хорошо владеют сардинским устным языком. Тем не менее жизнеспособность сардиноязычного сообщества находится под угрозой, и ЮНЕСКО относит сардинский язык к категории «определенно подвергающийся опасности». На сардинском языке издаётся журнал «Курьер ЮНЕСКО».

## Диалекты
Собственно сардинский языковой тип представлен в диалектах центра и севера острова (логудорский и нуорский диалекты). Южные диалекты (кампиданские) более подвержены влиянию континентальных диалектов, хотя в некоторых моментах они архаичнее логудорских. На крайнем севере Сардинии распространены сассарский и галлурский, близкие к корсиканскому (который, в свою очередь, исторически является диалектом сардинского типа, на который оказали очень мощное вторичное влияние тосканские и генуэзские говоры).

## История
В доисторический период Сардинию населяли автохтонные племена илийцев, баларов и корсов. Существовали финикийские (с IX века до н. э.), карфагенские (с VI века до н. э.) и греческие торговые колонии. В 238 году до н. э. Сардиния была завоёвана Римской республикой, после чего подверглась романизации. В 456—534 годах н. э. Сардинией управляли вандалы. Затем до начала IX века Сардиния входила в состав Византии. После этого некоторое время на Сардинии существовали независимые государства — юдикаты. С 1323 года Сардинию постепенно завоёвывает Арагон. В 1479 году Сардиния стала частью Испанского королевства. В 1707 году Сардинию захватила Австрия, однако уже через 13 лет было образовано независимое Сардинское королевство, которое в 1861 году стало частью объединённой Италии.

## Лингвистическая характеристика

### Морфология
Ряд черт сардинского языка отличает его ото всех или почти всех прочих романских языков: так, например, определённый артикль в нём восходит не к местоимению лат. ille 'тот', а к лат. ipse 'сам': ср. в нуорском диалекте su, sa, мн. ч. sus, sas (сходное явление имело место в древних пиренейских говорах). Среди архаичных черт сардинского — отсутствие палатализации заднеязычных перед гласными переднего ряда (к примеру, kentu — сто, при итальянском cento [ˈtʃento], французском cent [sɑ̃], испанском ciento [θjento] или [sjento]), сохранение конечных -t и -s в глагольном спряжении (правда, последняя черта встречается в южноитальянских диалектах так называемой зоны Лаусберга, с другой стороны, в части сардинских диалектов -t исчез). Однако, в сардинском произошло и множество инноваций, таких как развитие эпентетических гласных, различные изменения интервокальных согласных и пр.

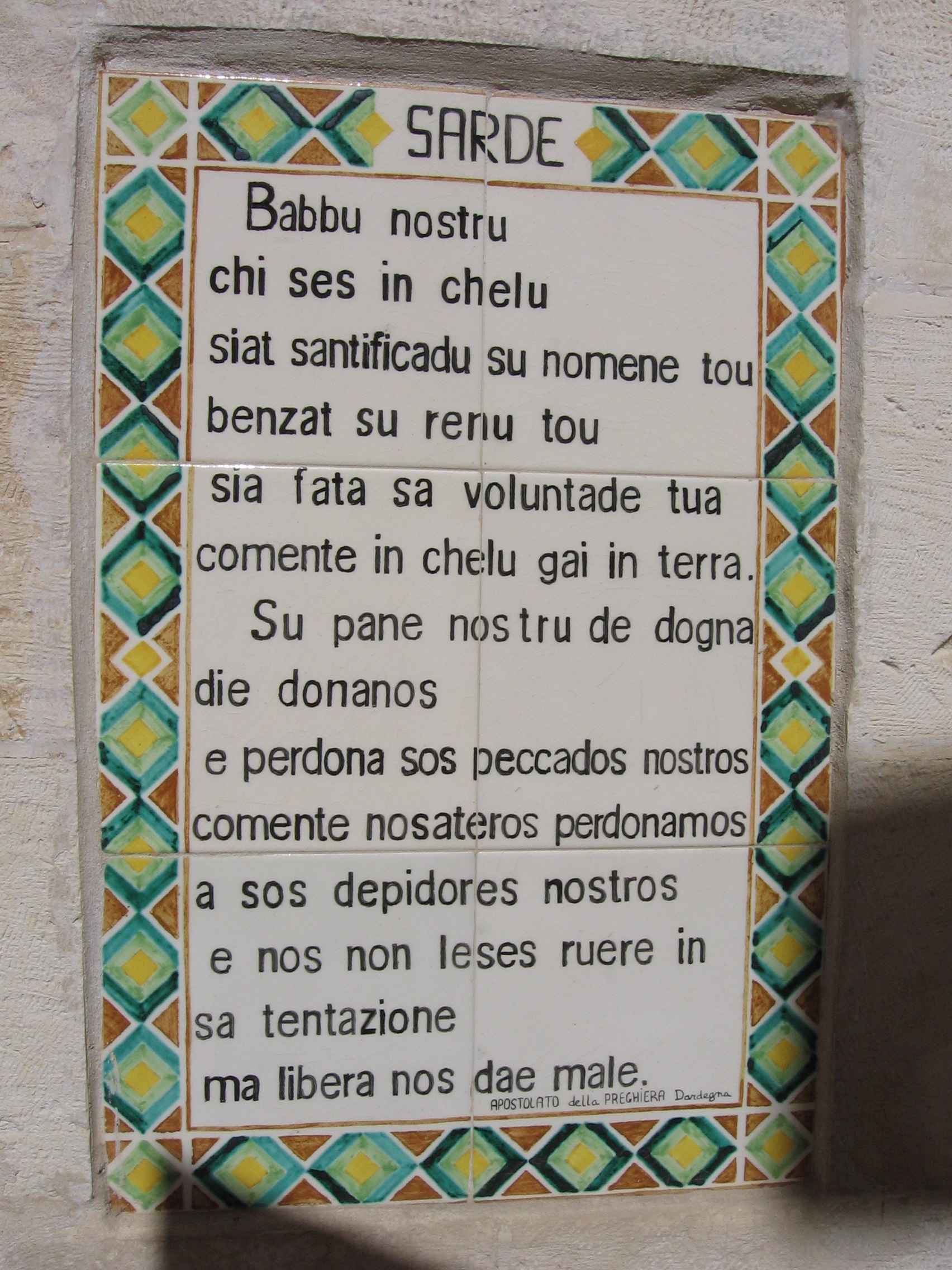
«Отче наш» на сардинском

### Синтаксис
Базовым является порядок SVO, но часто встречается также SOV. Определение обычно следует за определяемым. Вопросы строятся при помощи интонации и инверсии.

### Лексика
Бо́льшая часть лексики сардинского языка восходит к латыни. Небольшой пласт субстратной лексики восходит к палеосардскому языку, например, béga «плодородная равнина», mátta «дерево, растение». Имеются заимствования из финикийского (tzikkiría «укроп», tzíppiri «розмарин»), греческого (kaskáre «зевать», kálamu «душная жара»). Много заимствований из итальянского, испанского и каталанского языков. Через испанский в сардинский попадали также арабизмы. От большинства других романских языков сардинский отличается почти полным отсутствием германизмов. Лишь небольшое количество слов германского происхождения перешло в своё время в сардинский из народной латыни или попало через итальянское посредство.

## Сардинская Википедия
Существует раздел Википедии на сардинском языке («Сардинская Википедия»), первая правка в нём была сделана в 2004 году. По состоянию на 10:20 (UTC) 16 июля 2025 года раздел содержит 7703 статьи (общее число страниц — 17 440); в нём зарегистрировано 27 274 участника, 4 из них имеют статус администратора; 28 участников совершили какие-либо действия за последние 30 дней; общее число правок за время существования раздела составляет 186 475.